# Pueblo Nuevo (metropolitana di Madrid)
Pueblo Nuevo è una stazione delle linee 5 e 7 della metropolitana di Madrid.
Si trova sotto all'intersezione tra la Calle de Alcalá e la Calle de los Hermanos de Pablo, nel distretto di Ciudad Lineal.

## Storia
La stazione fu inaugurata il 28 maggio 1964 in corrispondenza dell'ampliazione della linea 2 dalla stazione di Ventas a quella di Ciudad Lineal. Infatti questo nuovo tratto faceva parte della linea 2; solo il 2 marzo 1970 fu incorporato alla linea 5.
Il 17 luglio 1974 fu aperto il primo tratto della linea 7 tra le stazioni di Las Musas e Pueblo Nuevo. I binari della linea 7 si trovano perpendicolari e a maggiore profondità rispetto a quelli della linea 5. La stazione di Pueblo Nuevo fu capolinea della linea 7 fino al 1975.

## Accessi
Vestibolo Emilio Ferrari
- Hermanos de Pablo: Calle de Alcalá 373 (vicino a Calle de los Hermanos de Pablo)
- Emilio Ferrari: Calle de Alcalá 366 (vicino a Calle de Emilio Ferrari)
- Ascensor (ascensore): Calle de Alcalá 366

Vestibolo Vicente Espinel aperto dalle 6:00 alle 21:40
- Doctor Vallejo (Pileo-Dr. Vallejo): Calle de Alcalá 387
- Vicente Espinel: Calle de Alcalá 380 (angolo con Calle de Vicente Espinel e Calle de Campuzano)
- Campuzano: Calle de Alcalá 378 (angolo con Calle de Vicente Espinel e Calle de Campuzano)

## Autobus

### Urbani
| Linea della EMT | Direzione               | Fermata:                                |
| --------------- | ----------------------- | --------------------------------------- |
| 38              | Las Rosas               | 2334: Alcalá (n. 366)-Emilio Ferrari    |
| 38              | Plaza de Manuel Becerra | 2335: Alcalá (n. 373)-Hermanos de Pablo |
| 109             | Castillo de Uclés       | 2335: Alcalá (n. 373)-Hermanos de Pablo |
| 109             | Pza. Ciudad Lineal      | 2334: Alcalá (n. 366)-Emilio Ferrari    |
| 113             | Pza. Ciudad Lineal      | 2334: Alcalá (n. 366)-Emilio Ferrari    |
| 113             | Méndez Álvaro           | 2335: Alcalá (n. 373)-Hermanos de Pablo |
| N5              | Plaza de Cibeles        | 2335: Alcalá (n. 373)-Hermanos de Pablo |
| N5              | Colonia Fin de Semana   | 2334: Alcalá (n. 366)-Emilio Ferrari    |
| N-L5            | Canillejas              | 2334: Alcalá (n. 366)-Emilio Ferrari    |
| N-L5            | Casa de Campo           | 2335: Alcalá (n. 373)-Hermanos de Pablo |
| N-L7            | Lacoma                  | 3703: Hermanos de Pablo (n. 6)-Alcalá   |
| N-L7            | Las Musas               | 3706: Federico Gutiérrez (n. 1)-Alcalá  |